# Ямаси
Ямаси, Yamasee — исчезнувшее племя индейцев, проживавшее на океанском побережье современных штатов Джорджия и Южная Каролина близ реки Саванна, а позднее также на северо-востоке Флориды. 

## История
С конца XVI века испанцы начали основывать свои миссии по территории племени Гуале, и позднее включили племя гуале в приходы (миссии) провинции Гуале. В 1670-е годы набеги воинов племени весто вынудили ямаси покинуть реку Саванна и мигрировать на юг. С 1675 г. ямаси регулярно упоминаются в записях испанских миссий провинций Гуале (ныне побережье в центральной части штата Джорджия) и Мокама (ныне юго-восточная Джорджия и северо-восточная Флорида). Ямаси, впрочем, не спешили переходить в христианство и не смешивались с индейцами-христианами Испанской Флориды.
Нападения пиратов (в основном британских) на испанские миссии заставили ямаси снова мигрировать. Некоторые переселились во Флориду, другие вернулись на реку Саванна после того, как племя весто было уничтожено. Там они стали союзниками британской колонии Южная Каролина, имевшей некоторое самоуправление и проводившей самостоятельную политику относительно индейцев. Те же ямаси, которые переселились во Флориду, всё чаще конфликтовали с испанцами, и после неудачного восстания в 1687 г. также бежали в Южную Каролину, где им было позволено поселиться.
В течение двух десятилетий ямаси и каролинские колонисты совершали совместные набеги для захвата рабов на индейцев, союзных испанцам, и атаковали город Сент-Огастин во Флориде. Но уже в 1702 г. произошёл конфликт ямаси с британцами. В 1715 г., однако, ямаси стали нападать и на колонистов Южной Каролины, что стало причиной Ямасийской войны, длившейся до 1717 года. К ямаси присоединились и многие другие племена. В 1716 г. племя чероки заключило союз с Южной Каролиной и напало на племя маскоги. Это стало поворотным моментом в войне. Ополченцы Южной Каролины не могли справиться с мощным племенем маскоги, но получив передышку благодаря помощи чероки, они разгромили ямаси в битве при Солкехатчи на реке Комбахи. Ямаси мигрировали в предместье Сент-Огастина, где они в союзе с испанцами оперировали против англичан. В 1727 г. англичане напали на селения ямаси и уничтожили многих членов племени. Это событие, а также конфликты с племенем маскоги сильно сократили население ямаси. Выжившие ямаси были ассимилированы семинолами — племенем, которое возникло из смешения индейцев с беглыми африканцами и белыми в XVIII веке. Один из семинольских кланов (Оклаваха) по мужской линии происходит от ямаси.
Стивен Дж. Оутис (Steven J. Oatis) и ряд других историков описывают ямаси как многоэтничную смесь остатков различных индейских племён, в том числе гуале, «Ла-Тама», апалачи, ковета и кассита-крик. Честер Б. ДеПраттер писал, что в Нижних поселениях ямаси обитали в основном носители языка хитчити, а в Верхних поселениях — гуале.

## Язык
О ямасийском языке сохранилось мало сведений. Фрагменты языка сохранились в записях миссионера Доминго Баэса. Диего Пенья в 1716—1717 годах слышал, что племя таскиги также говорило на ямасийском языке (Hudson 1990).
Ханн (Hann, 1992) считает, что ямасийский язык относился к маскогским, опираясь при этом на колониальный отчёт о том, что ямаси шпионили в посёлке племени хитчити, понимали язык хитчити, и никто не догадывался об их принадлежности к племени ямаси. Гугенот Франсис Ле Жо (Francis Le Jau) писал в 1711 году, что ямаси понимали крикский язык, на котором говорило племя маскоги (крики). Он также отмечал, что многие индейцы в регионе использовали крикский и шони как lingua franca. В 1716—1717 годах Диего Пенья получил информацию о том, что ямаси и микасуки были разными языками (Goddard 2005).
Некоторые факты косвенно свидетельствуют о том, что ямасийский язык мог быть похож на язык гуале:
- копия переписи 1681 года по миссиям Флориды говорит, что люди прихода Нуэстра-Сеньора-де-ла-Канделария-де-ла-Тама говорят на «языке гуале и ямаса»;
- содержание двух писем, отправленных в 1688 году губернатором Флориды, где упоминаются заключённые, говорящие на «языке игуала и ямас из провинции Гуале»; а также
- племя гуале называло соседнее племя кусабо словом Chiluque, что, по мнению Годдарда, связано со словом из крикского языка čiló·kki «красная половина» (Goddard 2005).

Испанские документы, откуда взяты эти сведения, не являются оригинальными — в них могли быть внесены изменения более поздними переписчиками. Название Chiluque, возможно, является заимствованием, которое также попало в язык тимукуа. Таким образом, связь ямасийского языка с маскогскими нельзя считать установленной окончательно (Goddard 2005).